# Еттенгайм
Еттенгайм (нім. Ettenheim) — місто в Німеччині, знаходиться в землі Баден-Вюртемберг. Підпорядковується адміністративному округу Фрайбург. Входить до складу району Ортенау.
Площа — 48,90 км2. Населення становить 13 500 ос. (станом на 31 грудня 2020).

## Географії

### Адміністративний поділ
Місто  складається з 6 районів:
- Еттенгайм
- Альтдорф
- Еттенгайммюнстер
- Еттенгаймвайлер
- Мюнхваєр
- Валльбург